# Jake Johnson

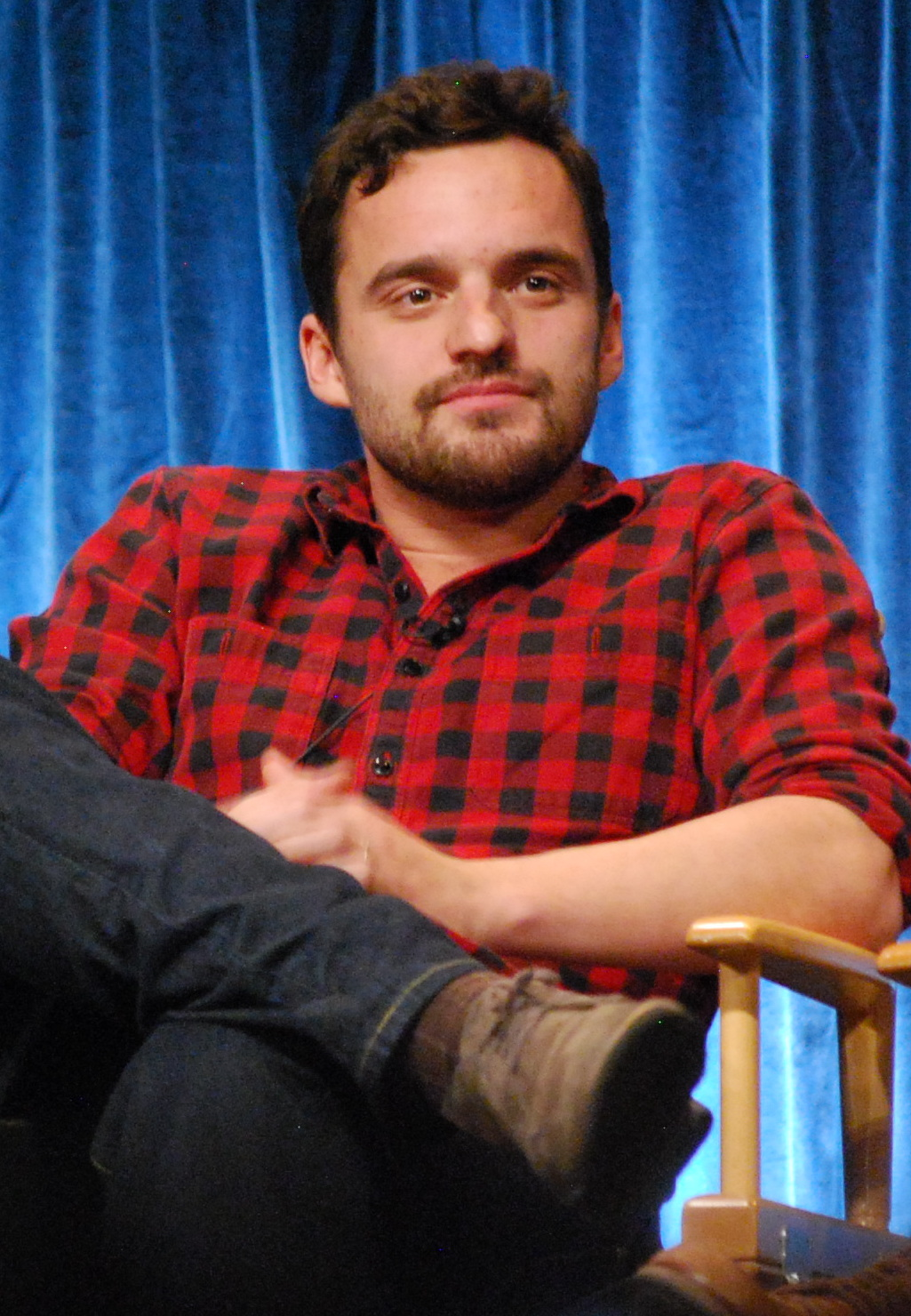
Jake Johnson (2012)

Jake Mark Johnson Weinberger (* 28. Mai 1978 in Evanston, Illinois) ist ein US-amerikanischer Schauspieler, der durch die Sitcom New Girl bekannt wurde.

## Karriere
Zwischen 2006 und 2010 spielte Johnson in mehreren Film- und Fernsehrollen mit. Unter anderem bei Lass es, Larry!, Lie to Me oder FlashForward. Im Jahr 2011 war er in der romantischen Komödie Freundschaft Plus neben Natalie Portman und Ashton Kutcher zu sehen. Zwischen 2011 und 2018 spielte er eine der Hauptrollen in der Fox-Comedyserie New Girl, die eine von acht Preisträgern in der Kategorie aufregendste neue Serie bei den Critics’ Choice Television Awards war, gewählt von Journalisten, die die Pilotfolge gesehen hatten. 2019 spielt er neben Cobie Smulders in der ABC-Serie Stumptown eine Hauptrolle, die Serie wurde jedoch aufgrund der COVID-19-Pandemie trotz schon ergangener Verlängerung nach einer Staffel eingestellt. 2022 übernahm er die Hauptrolle als Verleger von pornografischen Magazinen in den 1970er Jahren in der Comedy-Serie Minx, bei der er auch als einer der ausführenden Produzent agiert. Für die im März 2023 erschienene Filmkomödie Self Reliance zeigte er sich sowohl für die Regie als auch das Drehbuch verantwortlich.

## Privates Leben
Johnson wurde in Evanston, Illinois, einem nördlichen Vorort von Chicago, geboren. Johnson mag Basketball und Tennis, er ist sowohl ein Mitglied der Sunday Men’s Basketball League als auch der Interstate 5 Tennis Association.
Er ist mit der Künstlerin Erin Payne verheiratet.

## Filmografie
- 2006: Best Men (Kurzfilm)
- 2006: Channel 101 (Fernsehserie, mehrere Folgen)
- 2006: Clark and Michael (Fernsehserie, mehrere Folgen)
- 2006: The Great Sketch Experiment (Kurzfilm)
- 2007: Bunny Whipped
- 2007: Derek and Simon: The Show (Fernsehserie, 6 Folgen)
- 2007: Lass es, Larry! (Curb Your Enthusiasm, Fernsehserie, eine Folge)
- 2007: The Unit – Eine Frage der Ehre (The Unit, Fernsehserie, eine Folge)
- 2007: This Is My Friend (Kurzfilm)
- 2008: Redbelt
- 2009: Lie to Me (Fernsehserie, eine Folge)
- 2009: Paper Heart
- 2010: Spilt Milk
- 2010: The Right Bride – Meerjungfrauen ticken anders (Ceremony)
- 2013–2019: Drunk History (Fernsehserie, 3 Folgen)
- 2010: FlashForward (Fernsehserie, eine Folge)
- 2010: Shirtless Man  (Kurzfilm)
- 2010: Männertrip (Get Him to the Greek)
- 2011: Junk
- 2011: Harold & Kumar – Alle Jahre wieder (A Very Harold & Kumar 3D Christmas)
- 2011: Allen Gregory (Fernsehserie, 6 Folgen)
- 2011: Freundschaft Plus (No Strings Attached)
- 2011: Spooky Buddies – Der Fluch des Hallowuff-Hunds (Spooky Buddies)
- 2011–2018: New Girl (Fernsehserie)
- 2012: 21 Jump Street
- 2012: Journey of Love – Das wahre Abenteuer ist die Liebe (Safety Not Guaranteed)
- 2013: Drinking Buddies
- 2013: The Pretty One
- 2014: The LEGO Movie (Stimme)
- 2014: Bad Neighbors (Neighbors)
- 2014: Let’s be Cops – Die Party Bullen (Let’s be Cops)
- 2015: Tim und Lee (Digging for Fire)
- 2015: Jurassic World
- 2015–2017: BoJack Horseman (Fernsehserie, 3 Folgen, Stimme)
- 2016: Mike and Dave Need Wedding Dates
- 2016, 2019: Easy (Fernsehserie, 2 Folgen)
- 2017: Win It All
- 2017: Die Schlümpfe – Das verlorene Dorf (Smurfs: The Lost Village, Stimme)
- 2017: Die Mumie (The Mummy)
- 2018: Catch Me! (Tag)
- 2018: Spider-Man: A New Universe (Stimme)
- 2019–2020: Stumptown (Fernsehserie, 18 Folgen)
- 2020: Hoops (Fernsehserie, 10 Folgen, Stimme)
- 2022: Ollies Odyssee (Miniserie)
- seit 2022: Minx (Fernsehserie)
- 2023: Self Reliance (auch Regie und Drehbuch)
- 2023: Spider-Man: Across the Spider-Verse (Stimme)